# カミングアウト
カミングアウトは、自らの性的指向、恋愛的指向、性同一性を自己開示することを表す言葉であるカミングアウト・オブ・ザ・クローゼット（英: coming out of the closet）の省略形。カミング・アウトとも表記される。
「カミング・アウト（coming out）」は「外に出てくる、出かけてくる」「姿を現す」「新しい映画が公開される」などの「表に出ていない状態から表に出ている状態への移行」を意味するのにも用いられる。ただし、ここでは「カミング・アウト・オブ・ザ・クローゼット」の略の意味のみについて記述する。
動詞形では、「come out as 〜」として用いられる。自身(当人)ではなく、他者がこれらを暴露することをアウティング（英: outing）という。

## 歴史
現在では性的少数者が自身のマイノリティなアイデンティティを公にすることを意味する「カミングアウト」という言葉の原点は、上流階級の若い女性が社交の場に初めて顔を出すデビュタント（デビューする）に由来する。1930年代から1950年代にかけて同性愛への迫害が強まった時期、「カミングアウト」は自分自身がゲイだと認識すること、もしくは他のゲイの人々にゲイだと認識してもらうことを意味し、広くそのアイデンティティを公にするという意味ではなかった。当時は「ゲイ」という言葉もコード・ワードにすぎなかった。
「カミングアウト」という言葉は、1969年のストーンウォールの反乱以降、より政治的な意味を持つようになった。1960年代までには「カミングアウト」は「クローゼット」という言葉と対比されるようになり、異性愛者のふりをする性的少数者の人々は「クローゼットにいる（in the closet）」や「クローゼット・ケース（closet case）」と呼ばれた。そして権利運動の中で、クローゼットに隠れて閉じこもることなく自由と人権を求めて活動するという政治姿勢が主流となっていった。こうして「カミングアウト」という言葉は性的少数者が自身のマイノリティなアイデンティティを公にすることを意味するようになった。
1988年には「カミングアウトデー」が作られた。これは1987年10月11日にゲイやレズビアンなど性的少数者の権利を求めてワシントン大行進が実施されたことに由来する。
この「カミングアウト」という言葉を効果的に用いた政治運動の成功によって、「カミングアウト」という言葉は他の社会運動でも使われるようになっていった。

## カミングアウトにともなう差別
カミングアウトによって、受け手側から期待とは異なる反応が起きてしまうこともある。「カミングアウト」の中でも、性的に好きな異性愛者へ、特に共通の知人・友人らがいる異性愛者へ性的に好き（恋愛感情）を伝える際、父母や子女など親族に伝える際、既婚時の配偶者や姻族に伝える際には、これらのケースだと人間関係に大きな変化を生む傾向にある。アウティングなども起きうる。例として、一橋大学アウティング事件などの問題も起きている。